# Chris Baird
Christopher Patrick "Chris" Baird (nascut el 25 de febrer de 1982) és un futbolista professional nord-irlandès que juga al Derby County FC i a la selecció d'Irlanda del Nord. Les seves posicions principals són la de lateral dret o central, però també ha jugat com a lateral esquerra, migcampista defensiu i mig centre. Anteriorment havia jugat amb el Southampton FC, Fulham FC, Reading FC, Burnley FC i West Bromwich Albion FC.

## Estadístiques

### Club
A 19 abril 2016.
| Club                    | Temporada     | Lliga          | Lliga   | Lliga | FA Cup  | FA Cup | Copa de la Lliga | Copa de la Lliga | Europa  | Europa | Altres  | Altres | Total   | Total |
| Club                    | Temporada     | Divisió        | Partits | Gols  | Partits | Gols   | Partits          | Gols             | Partits | Gols   | Partits | Gols   | Partits | Gols  |
| ----------------------- | ------------- | -------------- | ------- | ----- | ------- | ------ | ---------------- | ---------------- | ------- | ------ | ------- | ------ | ------- | ----- |
| Southampton FC          | 2002–03       | Premier League | 3       | 0     | 1       | 0      | 0                | 0                | —       | —      | —       | —      | 4       | 0     |
| Southampton FC          | 2003–04       | Premier League | 4       | 0     | 0       | 0      | 0                | 0                | 0       | 0      | —       | —      | 4       | 0     |
| Southampton FC          | 2004–05       | Premier League | 0       | 0     | 0       | 0      | 0                | 0                | —       | —      | —       | —      | 0       | 0     |
| Southampton FC          | 2005–06       | Championship   | 17      | 0     | 2       | 0      | 1                | 0                | —       | —      | —       | —      | 20      | 0     |
| Southampton FC          | 2006–07       | Championship   | 44      | 3     | 2       | 0      | 3                | 0                | —       | —      | 2       | 0      | 51      | 3     |
| Southampton FC          | Total         | Total          | 68      | 3     | 5       | 0      | 4                | 0                | 0       | 0      | 2       | 0      | 79      | 3     |
| Walsall (cedit)         | 2003–04       | First Division | 10      | 0     | —       | —      | —                | —                | —       | —      | —       | —      | 10      | 0     |
| Watford FC (cedit)      | 2003–04       | First Division | 8       | 0     | —       | —      | —                | —                | —       | —      | —       | —      | 8       | 0     |
| Fulham FC               | 2007–08       | Premier League | 18      | 0     | 2       | 0      | 1                | 0                | —       | —      | —       | —      | 21      | 0     |
| Fulham FC               | 2008–09       | Premier League | 10      | 0     | 0       | 0      | 1                | 0                | —       | —      | —       | —      | 11      | 0     |
| Fulham FC               | 2009–10       | Premier League | 32      | 0     | 3       | 0      | 1                | 0                | 16      | 0      | —       | —      | 52      | 0     |
| Fulham FC               | 2010–11       | Premier League | 29      | 2     | 2       | 0      | 0                | 0                | —       | —      | —       | —      | 31      | 2     |
| Fulham FC               | 2011–12       | Premier League | 19      | 0     | 1       | 0      | 1                | 0                | 7       | 0      | —       | —      | 28      | 0     |
| Fulham FC               | 2012–13       | Premier League | 19      | 2     | 2       | 0      | 1                | 0                | —       | —      | —       | —      | 22      | 2     |
| Fulham FC               | Total         | Total          | 127     | 4     | 10      | 0      | 5                | 0                | 23      | 0      | —       | —      | 165     | 4     |
| Reading FC              | 2013–14       | Championship   | 9       | 0     | 0       | 0      | 0                | 0                | —       | —      | —       | —      | 9       | 0     |
| Burnley FC              | 2013–14       | Championship   | 7       | 0     | —       | —      | —                | —                | —       | —      | —       | —      | 7       | 0     |
| West Bromwich Albion FC | 2014–15       | Premier League | 19      | 0     | 3       | 0      | 2                | 0                | —       | —      | —       | —      | 24      | 0     |
| Derby County FC         | 2015–16       | Championship   | 14      | 0     | 1       | 0      | 1                | 0                | —       | —      | —       | —      | 16      | 0     |
| Fulham (cedit)          | 2015–16       | Championship   | 7       | 0     | —       | —      | —                | —                | —       | —      | —       | —      | 7       | 0     |
| Total carrera           | Total carrera | Total carrera  | 269     | 7     | 19      | 0      | 12               | 0                | 23      | 0      | 2       | 0      | 325     | 7     |

1. ↑  Partits a la Championship play-offs
2. 1 2  Partits a l'Europa League

### Internacional
A 27 maig 2016.
| Equip nacional   | Any   | Partits | Gols |
| ---------------- | ----- | ------- | ---- |
| Irlanda del Nord | 2003  | 5       | 0    |
| Irlanda del Nord | 2004  | 7       | 0    |
| Irlanda del Nord | 2005  | 7       | 0    |
| Irlanda del Nord | 2006  | 6       | 0    |
| Irlanda del Nord | 2007  | 5       | 0    |
| Irlanda del Nord | 2008  | 8       | 0    |
| Irlanda del Nord | 2009  | 6       | 0    |
| Irlanda del Nord | 2010  | 4       | 0    |
| Irlanda del Nord | 2011  | 8       | 0    |
| Irlanda del Nord | 2012  | 5       | 0    |
| Irlanda del Nord | 2013  | 3       | 0    |
| Irlanda del Nord | 2014  | 5       | 0    |
| Irlanda del Nord | 2015  | 7       | 0    |
| Irlanda del Nord | 2016  | 1       | 0    |
| Total            | Total | 77      | 0    |

## Palmarès
Southampton FC
- FA Cup (finalista): 2003
- Jugador de la temporada pels aficionats: 2006–07

Fulham FC
- Lliga Europa de la UEFA (finalista): 2010

Burnley FC
- Football League Championship (finalista): 2013-14